# Imperialism
Imperialism — компьютерная пошаговая стратегическая игра на платформах Windows и Macintosh, выпущенная компанией Frog City Software и изданная Strategic Simulations, Inc. в 1997 г.
За время с 1815 по 1915 г. игрок должен развить своё государство и победить на выборах мирового лидера. В процессе игры необходимо заниматься развитием сельского хозяйства, промышленности, добычей полезных ископаемых, международной торговлей, ведением войн, а также дипломатией с другими ведущими государствами, а также «странами третьего мира».
Каждое мощное государство имеет несколько провинций и столицу. В каждой области есть небольшой городок, который является единственным торговым и промышленном центром. Помимо этого, в любой области могут оказаться полезные минералы или богатые сельскохозяйственные угодья.
Развитие промышленности, вербовка рекрутов на службу в армию, наем квалифицированных рабочих, переработка сырья и производство товаров — все это происходит в столице. За производство каждого товара отвечает своё здание, каждому зданию нужны рабочие.
В игре используется пошаговый принцип сражения. В отличие от «Героев меча и магии», каждый юнит стоит в своей клетке. Поэтому, при наличии мощной артиллерии, любой прорыв оборачивается большими потерями, что является более реалистичным, чем когда все войска, стоящие на одной клетке, могут прорваться к противнику и с малыми потерями уничтожить его.

## Оценки
| Русскоязычные издания | Русскоязычные издания |
| Издание               | Оценка                |
| --------------------- | --------------------- |
| «Игромания»           | [ 1 ]                 |